# Montignies-lez-Lens
Montignies-lez-Lens is een dorp in de Belgische provincie Henegouwen, en een deelgemeente van de Waalse gemeente Lens. Tot 1 januari 1977 was het een zelfstandige gemeente.

## Bezienswaardigheden
- De Sint-Martinuskerk (Église Saint-Martin) is een classicistisch kerkgebouw van 1791. Het kerkmeubilair is uit de 16e en 18e eeuw.
- Het Château de la Marquette werd eind 18e eeuw gebouwd in een late Lodewijk XVI-stijl. Het ligt in een ommuurd domein.
- De Moulin du Parc, een vervallen voormalige watermolen op de oostelijke Dender. Ligt nabij de Ferme du Parc, een historische boerderij.

## Natuur en landschap
Montignies-lez-Lens ligt ten oosten van de Oostelijke Dender. De hoogte aan de kerk bedraagt 77 meter.

## Demografische ontwikkeling
- Bronnen:NIS, Opm:1831 tot en met 1970=volkstellingen, 1976= inwoneraantal op 31 december

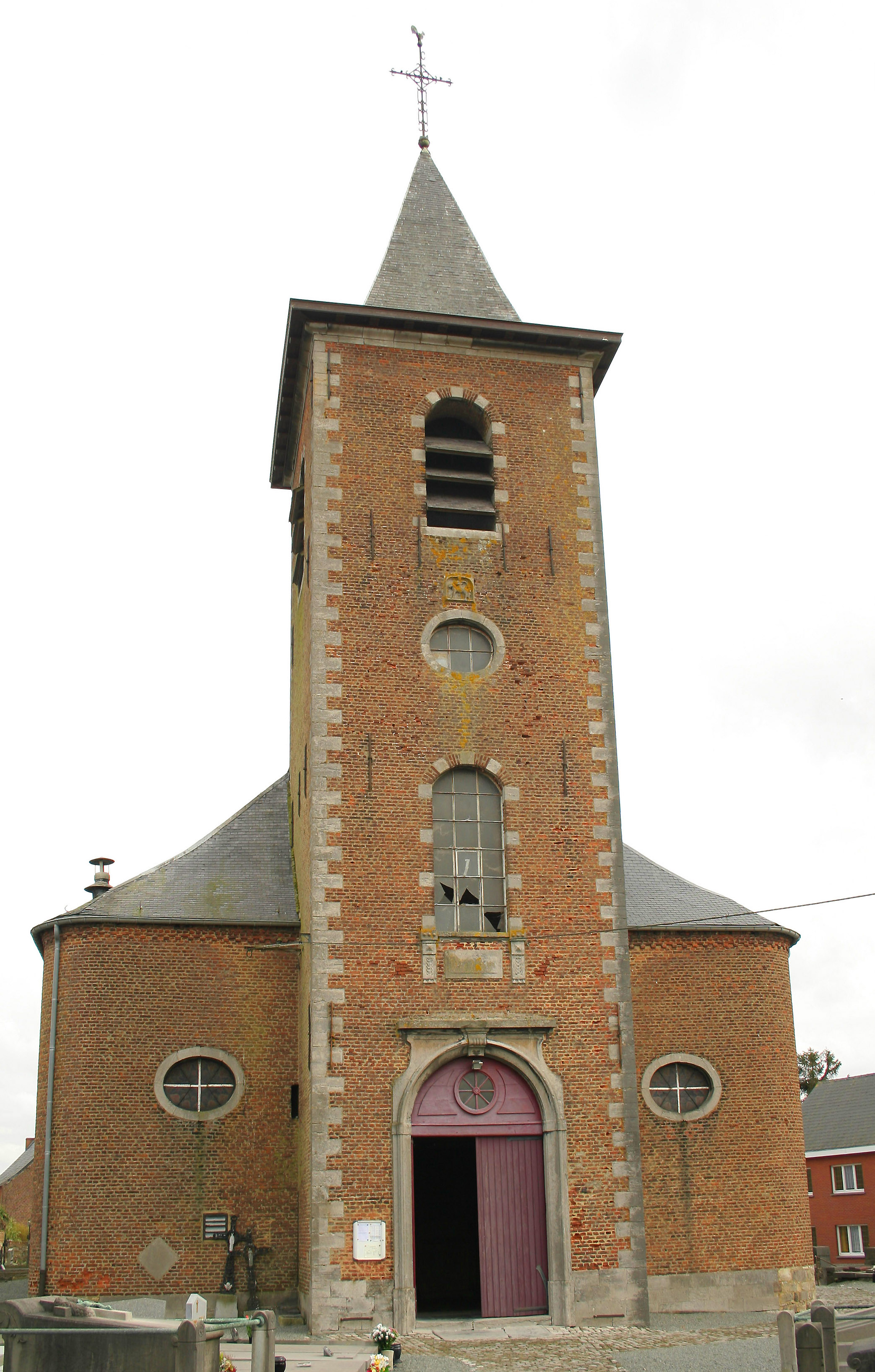
Eglise Saint-Martin

## Nabijgelegen kernen
Lens, Cambron-Saint-Vincent, Lombise, Neufvilles, Masnuy-Saint-Jean